# Дженкинс, Пол (писатель)
Пол Дженкинс (англ. Paul Jenkins; род. 6 декабря 1965) — британский автор комиксов. Большого успеха достиг только после переезда в Америку. В-основном, работал на Marvel Comics, он участвовал в создании очень многих персонажей компании за последнее десятилетие.

## Жизнь и карьера
Пол Дженкинс получил степень в родной Великобритании. После переезда в Соединённые Штаты он пошёл на работу в Mirage Studious в 1998 году, где работал редактором/менеджером по производству. Он редактировал комиксы Кевина Истмена и Питера Лэрда, в том числе и знаменитые Черепашки-ниндзя, и даже вел переговоры по поводу лицензионного соглашения на них.
Покинув Mirage, Дженкинс присоединился к Истмену в Tundra, другом предприятии Истмена. На новой работе он снова занял должность редактора, а также возглавил отдел по лицензиям и рекламным акциям.
Устав от редакции, Дженкинс обратился к нескольким компаниям как писатель. В течение этого времени он присоединился к дочерней компании DC Comics — Vertigo. В 1994 год он начал работать как писатель для Hellblazer, где и продолжал работать ещё четыре года. Его работа над этим проектом привлекла к нему внимание Американской индустрии комиксов, однако так и не была переиздана. Это был единственный случай, когда столь огромная работа Пола не была переиздана.

## Работы
- Teenage Mutant Ninja Turtles (vol.1) #43 (работа карандашом — А. С. Фарли, Mirage Publishing, Январь 1992)
- «Sandy» (с Авидо Кахэйва, в Negative Burn #26, Caliber Comics, 1995)
- Hellblazer #89-128 (с Шоном Филлипсом, Чарли Адлардом и Уорреном Плисом, Vertigo, 1995—1998)
- «Teknophage» Нила Геймана #7-10 (работа карандашом — Эла Дэвидсона, Tekno Comics, Январь-Март 1996)
- «Construct» (работа карандашом — Леопольд Дуранона, Caliber Comics, 1996)
- «Batman: Legends of the Dark Knight» #98-99 (работа карандашом Шона Филлипса, DC Comics, Сентябрь-Октябрь 1997)
- «Werewolf by Night» (том 2) #1-6 (работа карандашом Леонардо Манко, Marvel Comics, Февраль-Июль 1998)
- Strange Tales (том 4) #1-2 (с Шоном Филлипсом и Д. Ж. Джонсом, Marvel Comics, Сентябрь-Октябрь 1998)
- "Inhumans (том 2) (вместе с Джае Ли, минисерия в 12 номеров, Marvel Comics, 1998—1999, переиздано в 2000)
- «Spawn: The Undead» (карандаши — Дуэйн Тёрнер и чернила Чэнс Вольф, 9-серийный комикс, Image Comics, Июнь 1999-Февраль 2000)
- « Часовой» (240 страниц, Marvel Comics, Январь 2006), включает в себя:
  - «Часовой» (том 1) (с Джаэ Ли, 5-серийный комикс, 2000—2001)
  - «Часовой & Фантастическая Четверка» (с Филом Винслейдом, Февраль 2001)
  - «Часовой & Халк» (с Биллом Сенкевичем, Февраль 2001)
  - «Часовой & Человек-Паук» (карандаши — Рик Леонарди и чернила — Терри Остин, Февраль 2001)
  - «Часовой & Люди Икс» (с Марком Тексиера, Февраль 2001)
  - «Часовой против Мрака» (с Джаэ Ли, Февраль 2001)
- «The Darkness» (Top Cow, 2001, 2002—2004, 2006) включает в себя:
  - «Ressurection»(176 страниц, содержит The Darkness том 1 #40 и том 2 #1-6, 2004)
  - «Demon Inside» (272 страницы, включает The Darkness том 1 # 7-9, Январь 2007)
  - «Levels» (5-серийный мини-комикс, привязанный к игре, 2006—2007)